# Saint-Étienne-Estréchoux
Saint-Étienne-Estréchoux é uma comuna francesa na região administrativa de Occitânia, no departamento de Hérault. Estende-se por uma área de 3,58 km². Em 2010 a comuna tinha 259 habitantes (densidade: 72,3 hab./km²).